# Messier 28
Messier 28 (M28 o NGC 6626) és un cúmul globular en la constel·lació de Sagitari. Va ser descobert per Charles Messier en 1764.
M28 està a una distància d'aproximadament 18.000-19,000 anys llum de la Terra. S'han observat 18 estrelles variables de tipus RR Lyrae en aquest cúmul, i una estrella variable del tipus W Virginis amb un període de 17 dies. En 1987, el M28 es va convertir en el segon cúmul globular on es va descobrir un púlsar de mil·lisegon (el primer va ser el Cúmul globular M4).